# Bassy
bassy（バッシー）は、日本のソングライター、編曲家。男性。PCゲームの音楽を中心に手掛ける。以前はBarbarian On The Grooveにて活動していたが、2010年4月に脱退した。2016年9月より、ボーカリストのchikaとのポップスユニット、にゃーろんずとして活動中。

## 概要
大学生の時に「自宅録音同好会」などで、作曲などの活動を行う。
その後、枡野浩一プロデュースの作品に「イシバシ」名義で参加。
2003年よりBarbarian On The Grooveに参加。PCゲームの主題歌やBGMの制作など、活動の幅を広げる。2010年、7年間参加したBarbarian On The Grooveを脱退し、フリーとなる。2016年、ボーカリストのchikaと2人組ユニット、にゃーろんずを結成した。

## 活動

### 2002年以前
- 『Ageha』というユニットにて活動。

### Barbarian On The Groove
- 2003年、「I'veSoundTribue」をリリース。
- 2004年、「Flying Barbarian」、「ELEGANTRONICA」、「MELANCOLLAGE」をリリース。
- 2005年、「TAOS PUEBLO」、「モンド・ミュージカル」、フィーチャリングCD「Diorama-Shade」をリリース。
- 2006年、「Seven」、「DragonValley -Twilight-」、「DragonValley -Misterio-」をリリース。
- 2007年、「コスモス -変調する世界-」、「DragonValley -Arco-Iris-」、「Petroglyph」をリリース。
- 2008年、「El Fin De La Infancia」、フィーチャリングCD「Ars Combinatoria」そしてベスト盤「Classics plus」をリリース。
- 2009年、「POROROCK」（オリジナルアルバムとしては最後の参加）、フィーチャリングCD「カヒーナ・ムジカ」・「カヒーナ・ムジカ　鯨」、そしてベストセレクション集「op.Comrade」をリリース。IKUのアルバム「ユアウエア」などにも参加。
- 2010年、BOG初のPCゲーム音楽集「Barbarian On The Groove Works Collection」をリリース。4月に脱退。ソロ活動へと移行する。

### Bassy(ソロ活動)
- 2010年、ソロ活動初のアルバム「ワンダー・フルワールド」をリリース。茶太のアルバム「落日」に参加。
- 2011年、2ndアルバム「音楽ピューパとやさしい世界」、シングル「燐光とその他2+1」、3rdアルバム「ピアノムシが孵ったら」をリリース。
- 2012年、オルゴール作品集「七丸ブック」、シングル「ワールド・ワイド・ボクシステム」（feat.Annabel）、シングル「ロッキン・ラッキン・グッドバイ」（feat.セリユ）をリリース。
- 2013年、シングル「現代ポップスＢ」（feat,茶太）をリリース。
- 2014年、ミニアルバム「青春サラバイ 前編」、カバーアルバム「僕のスキなうた」をリリース。

### にゃーろんず
- 2016年、ミニアルバム「ニューロンの宴」をリリース。
- 2017年、1st fullアルバム「月曜日はどどど」、ミニアルバム「どっちつかずなボクら」をリリース。

## 主な楽曲

### Bassy
全作詞・作曲・編曲:bassy
- ワンダー・フルワールド(2010年10月31日発売)

1. ハイストライド /　歌:Annabel
2. 生きてゆくんだ！ / 歌:折井理子
3. 音楽 / 歌:Annabel
4. 海に行く / 歌:茶太
5. 深海魚 / 歌:折井理子
6. あかね色 / 歌:茶太
7. お腹がへった / 歌:Annabel
8. ワンダー・フルワールド / 歌:茶太

- 音楽ピューパとやさしい世界(2011年5月1日発売)

1. ツキノヒカリ(Instrumental)
2. 黄昏トム・ソーヤー / 歌:Nina Branch
3. 大事なもの(Instrumental)
4. 女の子 / 歌:茶太
5. ハルノオト(Instrumental)
6. 毎日戦士 / 歌:茶太
7. 帰り道(Instrumental)
8. さよならハック / 歌:Annabel
9. IRIS(Instrumental)
10. あしたには / 歌:Annabel
11. ピューパ / 歌:霜月はるか
12. 夕日 / 歌:茶太

- 燐光とその他2+1(2011年8月13日発売)(歌:茶太)

1. ファンスティックナーヴ
2. 変わり行く世界のために
3. 燐光
4. -BONUS TRACK-

- ピアノムシが孵ったら(2011年12月31日発売)

1. 線と点 / 歌:Annabel
2. 少年の夜 / 歌:セリユ
3. 愛せる気持ち / 歌:南条あきら
4. 走れ!中央線 / 歌:茶太
5. カラエダマビレ / 歌:Annabel
6. ココロネ / 歌:南条あきら
7. スーパースターはもういない / 歌:茶太
8. D.C. / 歌:セリユ

## 楽曲提供
- 愛しい対象の護り方 (AXL)
  - 主題歌「カンデコ」 歌：茶太 / 作詞・作曲・編曲：bassy
- 恋色空模様 after happiness and extra hearts(すたじお緑茶)
  - エンディング曲「空と風の旋律」 歌:霜月はるか / 作詞・作曲・編曲:bassy
- Dolphin Divers (AXL)
  - 主題歌「エロイコ」 歌：茶太 / 作詞・作曲・編曲：bassy